# Comuna Ternovîțea, Iavoriv
Ternovîțea (în ucraineană Терновиця) este o comună în raionul Iavoriv, regiunea Liov, Ucraina, formată din satele Ciolhîni, Lis, Rulevo și Ternovîțea (reședința).

## Demografie
Componența lingvistică a comunei Ternovîțea
     Ucraineană (99,51%)
     Alte limbi (0,49%)
Conform recensământului din 2001, majoritatea populației comunei Ternovîțea era vorbitoare de ucraineană (99,51%), existând în minoritate și vorbitori de alte limbi.